# Mesosemia inconspicua
Espèce
Mesosemia inconspicua est une espèce d'insectes lépidoptères (papillons) appartenant à la famille des Riodinidae et au genre Mesosemia.

## Dénomination
Mesosemia inconspicua a été décrit par Percy Ireland Lathy en 1932

## Écologie et distribution
Mesosemia inconspicua n'est présent qu'en Guyane.